# Ophir (Califòrnia)
Ophir (també anomenada Spanish Corral i Ophirville) és una comunitat no incorporada al comtat de Placer, Califòrnia. Ophir és a 2.5 milles (4.0 km) a l'oest d'Auburn a una altitud de 208 msnm. Les adreces d'Ophir tenen el codi postal de 95658, una adreça de Newcastle.
Ophir va ser un poble en auge de la febre de la febre de l'or de Califòrnia. Anomenat originalment The Spanish Corral l'any 1849, Ophir va rebre el seu nom bíblic d'Ofir, la font dels tresors del rei Salomó, el 1850 degut a la rica mineria de garbelladors d'or a la zona. El 1852 era el centre de la indústria minera aurífera local i la ciutat més poblada del comtat.
Va créixer fins a més de mig miler de famílies quan el 12 de juliol del 1853 un incendi desastrós destruí tota la localitat. El poble no fou reconstruït en aquell moment. Més tard Ophir es va convertir en el centre de la mineria de quars al comtat. Es recorda al California Historical Landmark núm. 463.
L'oficina de correus d'Ophirville s'inaugurà el 1852 i es clausurà el 1866. L'oficina de correus d'Ophir es va obrir el 1872 i va tancar el 1910.
Passada la febre de l'or a la zona s'hi plantaren vinyes i horts, i durant la Prohibició només hortes. A partir de la dècada de 1970 les vinyes van tornar a la zona. Avui dia els serveis locals per a Ophir provenen d'Auburn.